# Hilde Radusch

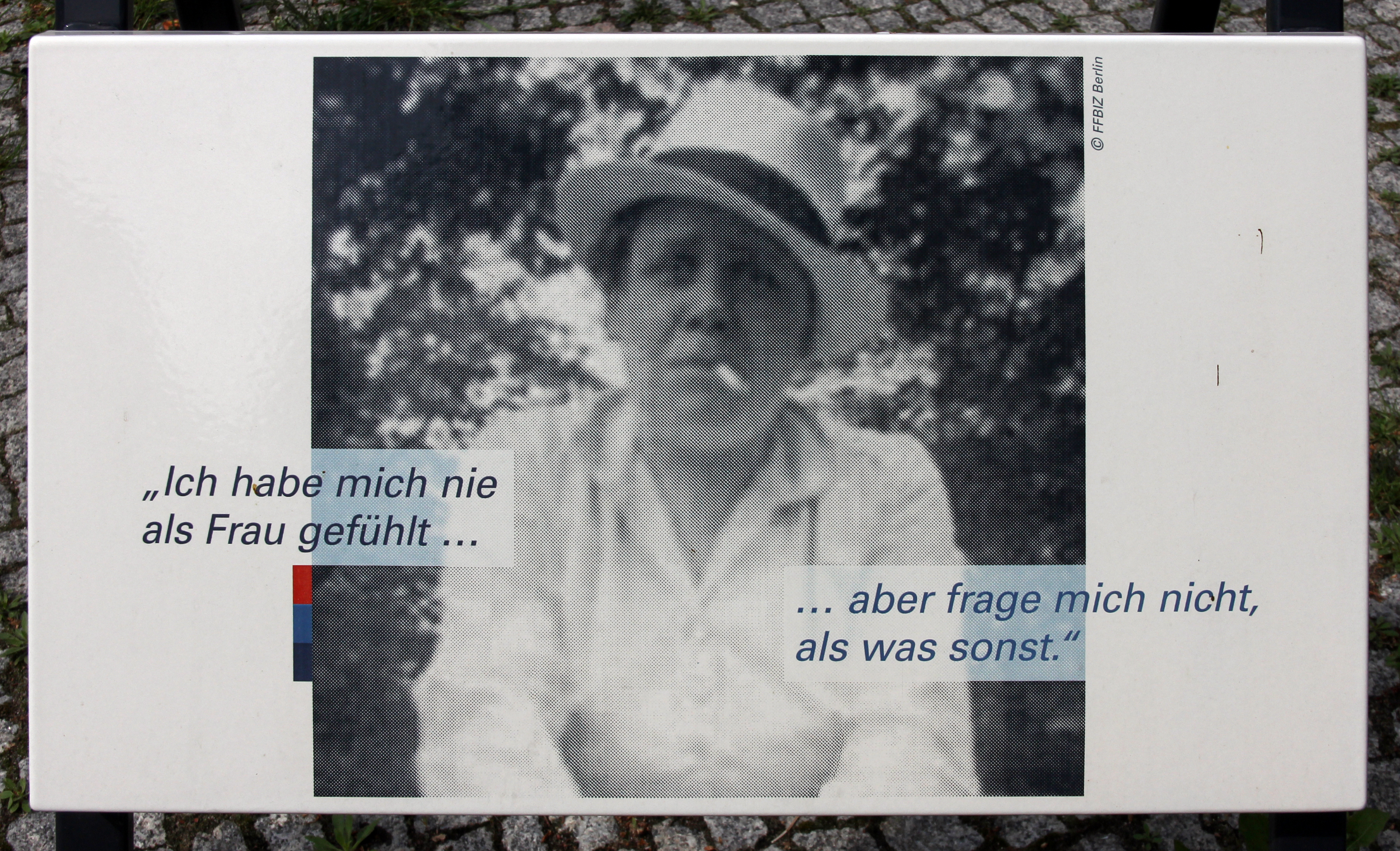
Gedenkort, Eisenacher Straße 15 in Berlin-Schöneberg

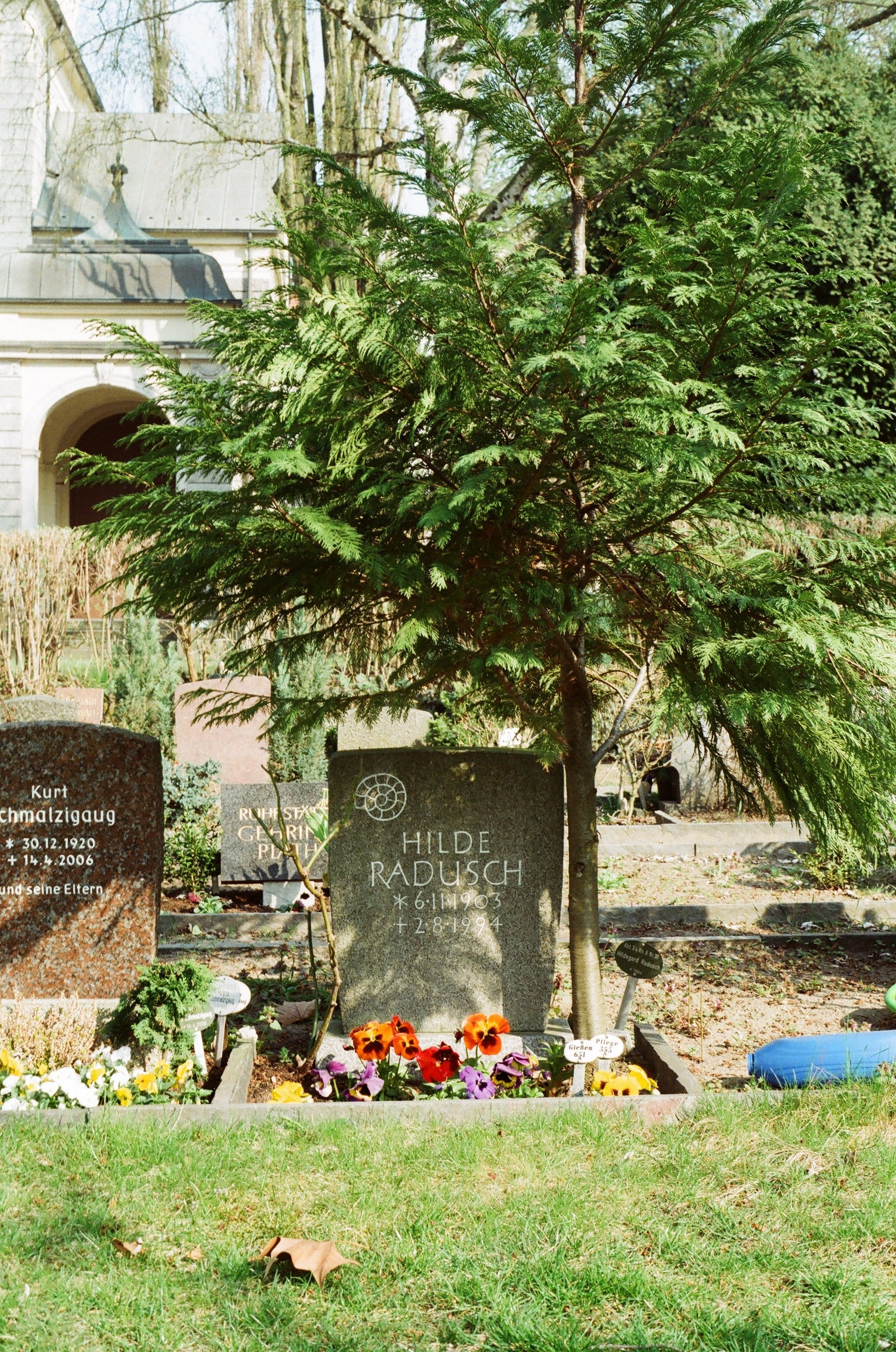
Hilde Raduschs Grab, 2009

Hilde Radusch (* 6. November 1903 in Altdamm bei Stettin; † 2. August 1994 in Berlin) war eine deutsche Widerstandskämpferin gegen den Nationalsozialismus, kommunistische und sozialdemokratische Politikerin, Frauenrechtlerin und lesbische Aktivistin.

## Leben und Wirken
Hilde Radusch wuchs in Weimar auf. Mit 18 Jahren kam sie 1921 allein nach Berlin, wo sie eine Ausbildung als Kinderhortnerin im Pestalozzi-Fröbel-Haus in Berlin aufnahm. Sie trat in den Kommunistischen Jugendverband Deutschlands ein. Da sie als kommunistische Kinderhortnerin keine Arbeit fand, ging sie 1923 als Telefonistin zur Post und wurde dort bald Betriebsratsvorsitzende. In der Revolutionären Gewerkschaftsopposition übernahm sie die Reichsleitung der Abteilung Agitprop und die der Gewerkschaftszeitung „Post und Staat“.
Weil Frauen nicht Mitglied des Roten Frontkämpferbundes werden durften, initiierte sie 1925 die Gründung des Roten Frauen- und Mädchenbundes und schrieb Artikel für dessen Zeitung, die Frauenwacht.
Von 1929 bis 1932 war sie Stadtverordnete für die Berliner KPD.
Nach der Machtübergabe an die Nationalsozialisten wurde sie am 6. April 1933 aufgrund ihrer KPD-Arbeit in „Schutzhaft“ genommen und war ein halbes Jahr im Frauengefängnis Barnimstraße inhaftiert. Gemeinsam mit den anderen konnte sie bessere Haftbedingungen für die Frauen durchsetzen. Ende September 1933 wurde sie mit etlichen anderen „Politischen“ wieder entlassen und zog nach Berlin-Mitte. Da sie als ehemaliges KPD-Mitglied nicht mehr bei der Post arbeiten konnte, ging sie als Arbeiterin zu Siemens und machte illegale Parteiarbeit im Betrieb.
1939 lernte sie ihre spätere Freundin Else Klopsch („Eddy“) kennen, mit der sie ab 1941 ein kleines Restaurant im Berliner Scheunenviertel führte. Dieses diente später auch als Unterschlupf für „Illegale“. Im August 1944 warnte eine mit Eddy befreundete Kriminalpolizistin sie vor ihrer bevorstehenden Verhaftung im Rahmen der so genannten Aktion Gitter. So konnte sie gemeinsam mit ihrer Lebensgefährtin in Prieros untertauchen, wo sie bis Kriegsende in einer Gartenlaube versteckt lebten. Zum Zeitpunkt der Befreiung Berlins durch die Rote Armee war sie fast verhungert. Außerdem zog sie sich ein Rheumaleiden zu und musste deshalb Mitte der 1950er Jahre Frührente beantragen.
Sofort nach Kriegsende beteiligte sich Hilde Radusch am Wiederaufbau. Von Juni 1945 bis Februar 1946 arbeitete sie für das Bezirksamt Schöneberg in der Abteilung Opfer des Faschismus. 1946 war sie Mitinitiatorin der Aktion „Rettet die Kinder“. Im gleichen Jahr kam es jedoch zu Konflikten zwischen der Kommunistin und ihrer Partei, in deren Folge Radusch aus der KPD austrat und diese sie zugleich ausschloss. Sie trat dann 1948 in die SPD ein und führte zusammen mit Eddy einen Trödelladen, bis der Tod ihrer Lebensgefährtin Eddy 1960 für Radusch einen weiteren schweren Schlag darstellte.
Seit den 1970er Jahren engagierte sich Hilde Radusch in der Neuen Frauenbewegung. Sie war Mitbegründerin von L74, einer Berliner Gruppe älterer Lesben, und 1978 des Frauenforschungs-, -bildungs- und -informationszentrums (FFBIZ).
Hilde Radusch ist auf dem Alten St.-Matthäus-Kirchhof in Berlin-Schöneberg beigesetzt. Dies ist seit Juli 2016 als Ehrengrab der Stadt Berlin eingestuft.
Ihr Nachlass, in dem sich auch 129 Bücher aus Raduschs Privatbibliothek befinden, liegt im FFBIZ, dem Frauenforschungs-, -bildungs- und -informationszentrum in Berlin.

## Gedenken
18 Jahre nach ihrem Tod erinnerte der Berliner Bezirk Tempelhof-Schöneberg 2012 an das Leben und Wirken Raduschs. An ihrer letzten Wohnadresse in der  Eisenacher Straße Ecke Winterfeldtstraße, initiierte das Netzwerk zur Frauengeschichte vor Ort – Miss Marples Schwestern den ersten Berliner Gedenkort für eine während der NS-Zeit verfolgte lesbische Frau. Er besteht aus drei an Radusch erinnernde Emailletafeln und einer Sitzmöglichkeit.